# بلقين بن محمد بن حماد
بلقين بن محمد بن حماد ، ثالت حكام الدولة الحمادية، بويع له بعد أن تمكن من الإطاحة بقريبه السُلطان محسن بن القايد ، فحكم بين 446-454هـ/1055-1062م، اشتهر بشجاعته وسفكه للدماء.

## نسبه
هو بلقين بن محمد بن حماد بن بلكين بن زيري بن مناد بن منقوش الصنهاجي.

## وصفه
كان بلقين بن محمد، أميرا ماهرا، حازما، شديد المراس، غليظا جافا تجاه قومه، سفاكاً للدماء، قتل بالخصوص وزير ابن عمه محسن. ومن الحكايا عن قوة شكيمته ما نقله ابن بسّام في الذخيرة: «حُدِّثْتُ أنه آب مرةً من بعض غزواته الأفراد، المقلقلة لأحشاء الأنام والبلاد، فكأنه ارتاح إلى ما يرتاح إليه الناس من إراحة نفسه، والخَلْوَةِ ولو ساعة بوجه أنْسِه، فجلس لذلك مجلسًا حشد له شهواته، وتقدّم في إحضار ما يصلح من آلاته وأدواته، وأمر قَيِّمةَ جواريه باستحضار عقيلة أترابها يومئذ جلالة سلطان، وحسنَ سماعٍ وعيان، إحدى بنات عمّه دِنْيَا ، لم يُرَ بعدها -زعموا- ولا قبلها أبْرَعُ ظرفًا، ولا أقتلُ طرفًا منها، فجاءت تودّ الثريّا لو تكونُ نعلها، والشّمس لو تُصَوَّرُ مثلَها، وقد خطرت بنفسه إحدى هَنَاتِهِ ، وتمثلت له بعضُ غزواته، فأخذ يدبّر، وطفق يُورِد ويُصدِر. قالت قَيِّمتُه: وكأنّي أنظر إلى الكأس في يده، وإلى ابنة عمّه قائمةً على رأسه، من لَدْنُ صُلِّيَتِ العصرُ حتى طلع الفجر، وحانت منه بعد طول ليلته نظرة فرآها، فاعتذر إليها واستدناها، ووعدها ومنّاها، وقام من حينه فوضع الكأس ملأى في طَاقٍ وطبع عليها، وأمر بالركوب من حينه، فغزا غزوته المشهورة إلى الغرب من العُدْوَة، بلغ فيها مدينة فاس، فوطئ الدّول، ودوّخ السهل والجبل، ثم رجع فجلس ذلك المجلس بعينه، واستدعى كأسه تلك وابنة عمّه، فخلا بأنسه، وقضى وطره من لذّة نفسه، بعد أيّام كثيرة، وحروب مُبيرة.»

## توليه الحكم
بعد وفاة القايد بن حماد، تولى ابنه محسن، دخل محسن في كثير من المشاكل مع أعمامه، وقتل أربعة منهم، ثم أستدعى ابن عمه بلقين وعمه يوسف، رفض يوسف القدوم وقبل بلكين، لكن محسن غدر به وأرسل من يقتله، الا أن الجيش المرسل أحس بالندم وقال أحد قادته خليفة بن مكي: «إن بلكين لم يزل محسنا إلينا، فكيف نقتله ؟» فأرسلوا لبلكين يعلمونه عن مخططات محسن، فخاف لكن طمأنه خليفة وقال له «لا تخف، و إن كنت تريد قتل محسن، فأنا أقتله لك» وبهذا انضم ذلك الجيش لبلقين الذي تقدم للقلعة وقتل محسن وتولى الحكم وكان ذلك يوم في ربيع الأول 447هـ / 1055م.

## عهده

### انتفاضة بسكرة
كانت بسكرة محكومة من بنو رمان، سلالة قويّة النفوذ، من أصول رومانية، وكان كثرة رجالها وامتلاكها أكثر العقارات سبب قوتها. انتفض مقدم بسكرة جعفر بن أبي رمّان عام 450 هـ / 1058، وخرج عن طاعة بني حماد، فأرسل له بلقين جيشاً صنهاجيا بقيادة خلف بن أبي حيدرة، واقتحم هذا الجيش بسكرة، وتم إجلاء أعيانها بنو رمّان، ونقلوا إلى القلعة وأُعدموا هناك، وعندئذ تصالح بلقين مع احدى العوائل المحلية، بنو سندي، مقابل أن يطيعوه، وولى منهم عروس بن سندي.

### العلاقة مع بنو هلال
مع فشل بني حماد في التصدي لبنو هلال، اضطروا للتفاوض والتحالف معهم، ونجحوا في كسب الأثبج إلى جانبهم مقابل التخلي عن البوادي لهم. أدى الغزو لتغيير مواقع القبائل بشكل كبير، فقد لجأ بنو غمرت للمسيلة، كما أدت مقاومة بنو ياسين لتشتت زناتة في الزاب والتل، حتى أُجلي بعض الزناتيين للصحراء وليس فقط التل، حصّن بنو واركلة بلدة ورقلة التي التجأ إليها بعض الزناتيين الفارين من بني هلال، في الوقت التي استولت فيه الأثبج على بعض الممتلكات في سهول الزاب وقلعة بني حماد.

### الحملة ضد زناتة
في عام 449 هـ / 1058، خرج بلقين مرافقا عدي والأثبج لمحاربة زناتة، فنجحوا في كسرهم وقتل الكثير منهم، وبالنسبة لموقع الواقعة فقد ذكر الهادي روجي أنه من الصعب توقع مكان المعركة بسبب نزوح الكثير من الزناتيين من مناطقهم.

### الحملة ضد المغرب
خلال حكم بلقين، صعدت الدولة المرابطية كقوة مسلمة سنية، وقدرت أن تستولي على سجلماسة سنة 454 هـ / 1061، على العموم، وفي نفس الفترة التي خطط يوسف بن تاشفين أن يهاجم مغراوة، قرر بلكين أن يقود حملة على المغرب، وكان ذلك عام 454 هـ / 1062، فتقدم نحو فاس مستغلا ابتعاد أميرها فتوح ودخلها وما لبث أن غادرها إلى القلعة مصطحبا بعض الرهائن من أعيان المدينة، وهذه الحملة هي المقصودة في نادرة ابن بسام التي ذكرناها في وصف بلقين .
خلال هذه الحملة لم يلتقي بلكين بالمرابطين، امما اسباب الحملة فالهادي يحاول أن يظهر وكأن هناك شك بين الدولتين الصنهاجيتين، لكن ذكرت روايات أخرى أن السبب هو العصبية القبلية، وأن بلكين قاتل زناتة لأجل بن تاشفين وحتى يُسَهِّل عليه ضد عدوهما المشترك مغراوة.

### السفير العباسي
بعد مغادرته سوسة، تواجد السفير العباسي في إفريقية أبو الفضل محمد بن عبد الواحد البغدادي الدرامي، مع بلقين في غزواته ورافقه في حروبه، ثم غادر للأندلس. طرح الهادي روجي فرضية أن ابا الفضل غادر المغرب مع وفاة بلكين، كما اتخذ ذلك كدليل لفرضية أن بلقين دخل في تبعية العباسيين.

## مقتله
كان أخ بلكين، مُقَاتِل بن محمد بن حمّاد متزوجا من ابنة عمه ناميرت بنت علناس بن حمّاد، لكن أخاه توفي لسبب مجهول، وفي زمن مجهول أيضا، وقد رجح الهادي روجي أن ذلك قد حصل قبل حملة المغرب، على العموم اعتقد بلقين ان ابنة عمه ونسيبته ناميرت هي من قتلت زوجها وأخاه مقاتل فقام بقتلها، ويقال أنه شك في ولائها لهذا قتلها.
الا ان ذلك لم يمر مرور الكرام، فقد صمم أخوها الناصر بن علناس أن يأخذ بثأرها، فلما عاد بلقين من فاس، فاجأه ابن عمّه الناصر في تسالة جنوب وهران وقتله يوم 1 رجب 454 هـ / 11 جويلية 1062، وقد قدّم ابن بسام قصة مقتل بلقين: «كان بلقّين مُولعًا بالإدلاج إذا ارتحل، مؤثّرًا للانفراد كلّما ركب ونزل، فاقسم تلك الليلة ألاّ يُدَلج إلا حاسِرًا، وليقتلنّ الناصر إذا نزل ولو كان أسدًا خادرًا، فأعجلَه عن الأمر، ولمّا يَبْدُ وَضَحُ الفجر، لقيه كأنّه يسلّم عليه، أو يسير بين يَدَيْهِ، فما راجعه الكلام، إلاّ وقد جلّله الحسام، وأراح منه البلاد والأنام، ثم قام مقامه، واستظلّ أعلامه، وأمر برأسه فرُفِع على بعضها وسِيرَ أمامه، والناس يظنّون أنّ بلقّين، قد قتل بعض أتباعه الممتحَنين، فهم يتساءلون عمّن قتل، ويرجمون الظنّ فيما فعل، حتى طلعت الشّمس، وارتفع اللّبس، فأمر برفع مضاربه، وحَشْر زعماء ذويه وأقاربه.» ويعتقد الباحثون أن هذه رواية خيالية.